# Onișcani, Bacău
Onișcani este un sat în comuna Filipești din județul Bacău, Moldova, România.